# Gauloises
Pour les articles homonymes, voir Gauloises.
Gauloises est une marque de cigarettes du groupe Imperial Brands, produite en France jusqu'en 2005, puis en Espagne, et depuis 2014 en Pologne.  Créée en 1910,, en même temps que Gitanes, cette marque a été très populaire en France. Elle a successivement appartenu à la SEITA, à Altadis, puis à Imperial Tobacco, devenu Imperial Brands en 2016, son propriétaire actuel.

## Histoire
- 1876 : création de la marque de cigarettes Hongroises.
- 1910 : les Hongroises deviennent les Gauloises, qui sont lancées en deux versions (Gauloises Caporal ordinaire et Gauloises Maryland)[3],[1].
- 1925 : apparition des Gauloises Caporal doux. Les Gauloises sont vendues en paquet, sur lequel est dessiné un casque avec des ailes encore représenté aujourd'hui. Cet emblème caractéristique de la marque a été créé par le peintre-paysagiste Maurice Giot.

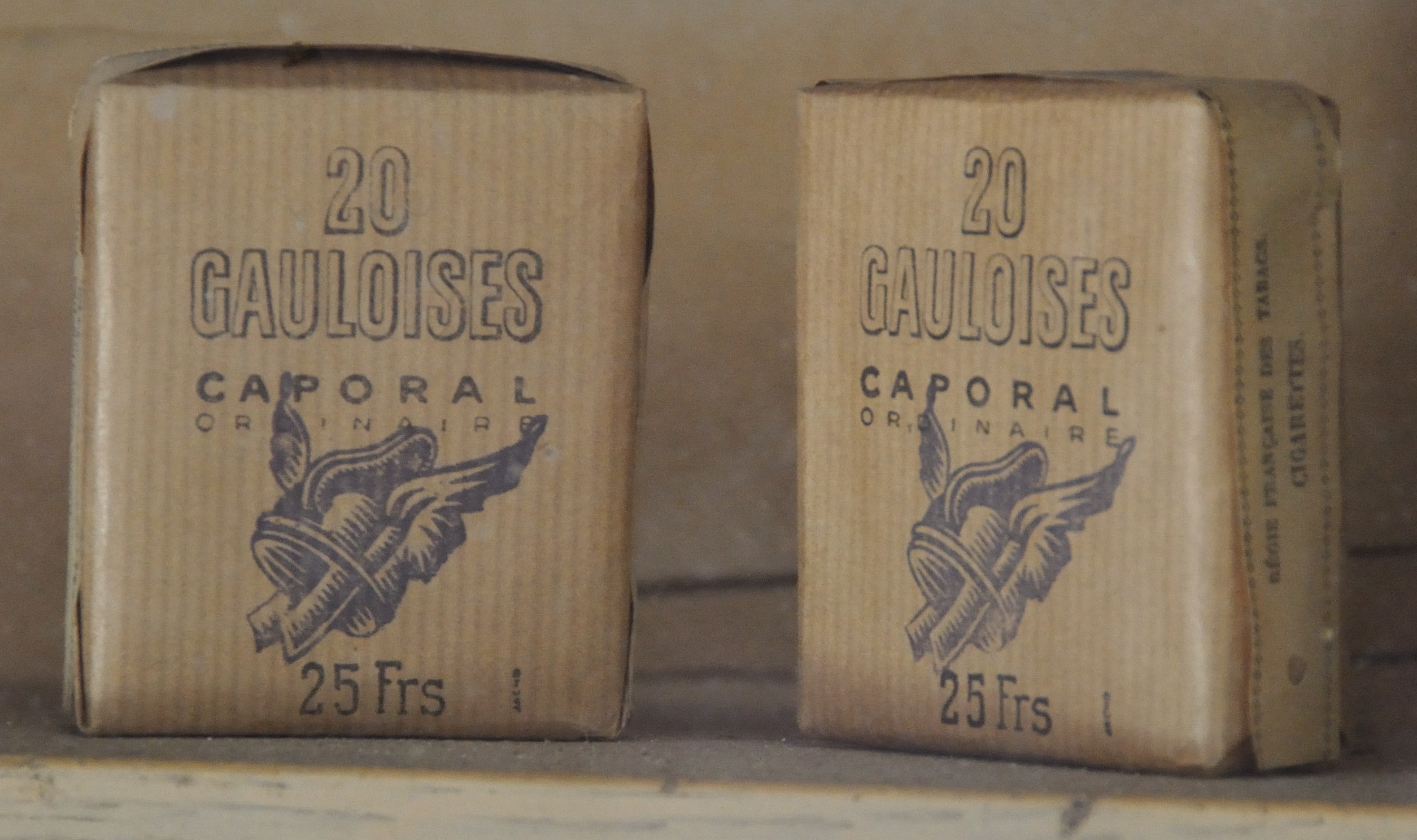
Anciens paquets de Gauloises.

- 1935 : apparition des Gauloises de troupe, réservées aux soldats[2].
- 1936 : le paquet est revu par le graphiste Marcel Jacno qui procède également à quelques retouches pour le casque[2]. C'est à cette date que le bleu, toujours d'usage, du paquet est introduit.
- 1954 : apparition des Gauloises Disque bleu.
- 1956 : apparition des premières Gauloises Filtre (Disque bleu).
- 1973 : lancement des Gauloises longues.
- 1981 : lancement des Gauloises Blue Way
- 1984 : lancement des Gauloises blondes.
- 1999 : Gauloises devient la propriété d'Altadis, groupe issu de la fusion de la SEITA et de son homologue espagnole, la Tabacalera.
- 2008 : Altadis est racheté par le groupe britannique Imperial Tobacco.
- 2014 : en avril, Imperial Tobacco annonce la fermeture de l'unité de production à Carquefou pour 2015 et la délocalisation de la production en Pologne.

## Gauloises de troupe

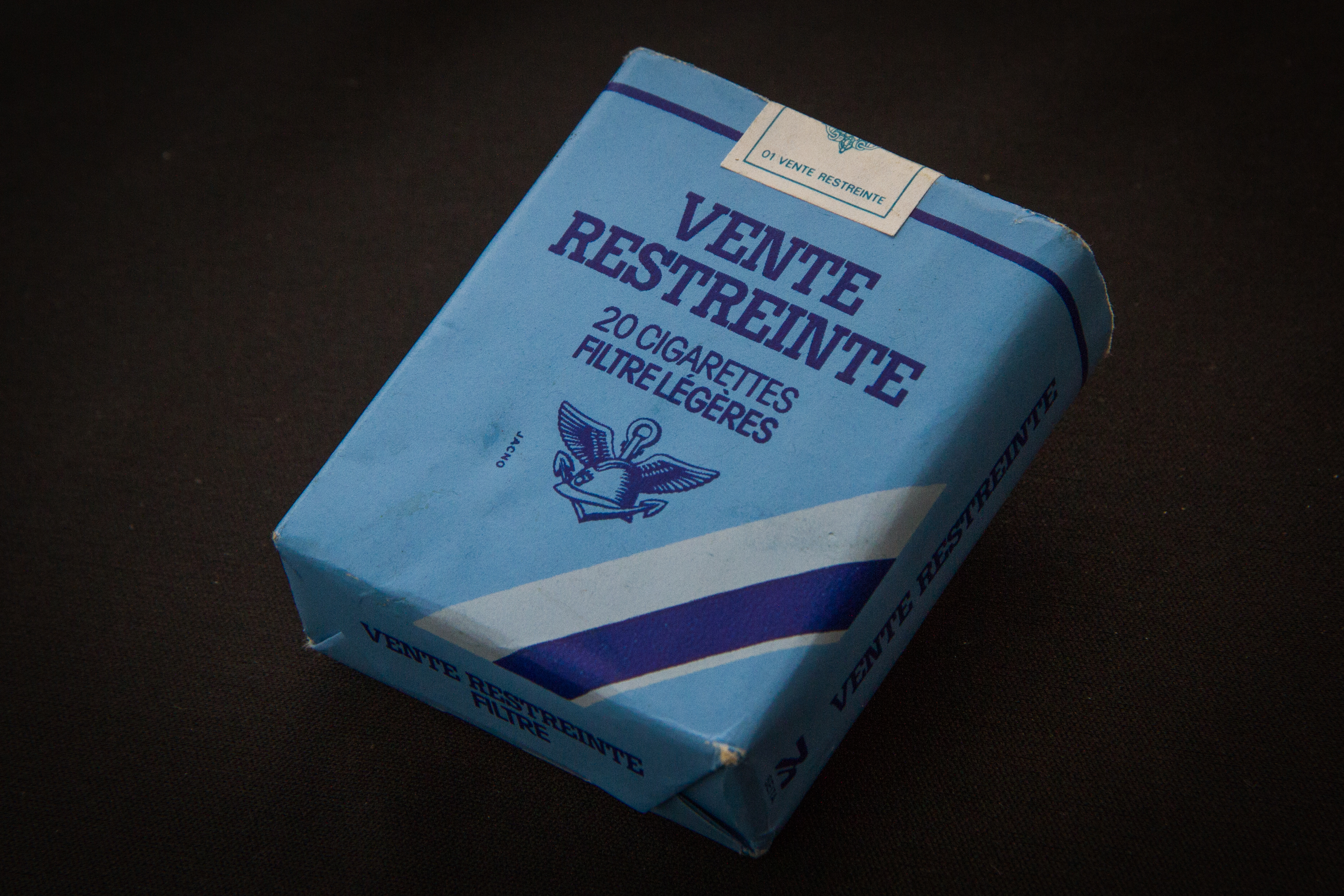
Cigarettes de troupe « Vente restreinte »

Jusqu'à la fin des années 1970, une variante des Gauloises a été produite à destination des forces armées françaises : les Gauloises de troupe.
Un paquet de Gauloises de troupe était inclus dans les rations de combat. Le modèle était, à quelques détails près, celui du civil hors la mention « Armée » sous le casque ailé. Il était recouvert d'un film en cellophane pour empêcher le tabac de trop se dessécher. Les nouvelles rations n'en comprenaient plus à partir du milieu des années 80.
Par ailleurs, chaque soldat pouvait jusqu'en 1987 percevoir avec sa solde 16 paquets de cigarettes par mois ou 4 paquets de tabac Caporal gris. Cette pratique a cessé à la demande de Simone Veil, ministre de la Santé. Après 1987, les cigarettes étaient vendues hors taxe dans la même quantité que précédemment, exclusivement par l'intendance. Les mess et les foyers ne pouvaient pas en vendre. 
Dans un premier temps le paquet avait une présentation identique à celle des Gauloises avec le titre « Gauloises » mais portant la mention « Troupe » sur le côté gauche en dessous du terme « Manufacture de tabac » et sans « doublure » en papier argenté. 
Après 1978, le casque gaulois ailé a été remplacé par un casque Adrian, une ancre et les ailes types Armée de l'Air et le titre « Gauloises » a été remplacé par le terme « Vente Restreinte ».

## Produits de la gamme
- Gauloises Blondes Blanc
- Gauloises Blondes Bleu
- Gauloises Blondes Rouge
- Gauloises Brunes Blanc (filtre)
- Gauloises Brunes Bleu & Blanc (filtre)
- Gauloises Brunes Bleu (filtre)
- Gauloises Brunes Filtre
- Gauloises Brunes
- Gauloises Marron

## Fabrication
Jusqu'en 1976, la Seita disposait du monopole de la fabrication et de la vente de tabac et d'allumettes en France. Les Gauloises, les Gitanes et les Royale étaient les principales marques. Celles-ci étaient fabriquées principalement à partir de tabac français. La Seita disposait jusqu'en 1970 de l'exclusivité de l'achat du tabac servant à la fabrication des cigares et cigarettes vendus en France et, étant limitée à 20 % de feuilles de tabac importées, s'approvisionnait majoritairement auprès d'agriculteurs français.
La fabrication avait lieu au sein des manufactures des tabacs. Avant la chute de la consommation des marques françaises, due à l'arrivée massive des cigarettes étrangères lors de la suppression du monopole, on dénombrait une trentaine de manufactures, réparties sur l'ensemble du territoire national. Les fermetures se sont succédé à partir de 1981. En 2011, après la fermeture des usines de Metz et de Strasbourg, il ne reste que trois centres de production en France : à Bastia, à Riom et au Havre. 
Les cigarettes brunes Gitanes et Gauloises ne sont plus fabriquées en France depuis la fermeture de l'usine de Lille en 2005, mais en Espagne, à Alicante. À la suite de la fermeture de l'usine de Carquefou au 1er janvier 2015, la production a été délocalisée en Pologne.
Gauloises Blondes est en 2010 la marque la plus vendue d'Imperial Tobacco.

## Distribution à l'étranger
En Allemagne, les Gauloises et les Gitanes étaient fabriquées et distribuées par British American Tobacco, avec qui Altadis avait signé un partenariat. Depuis 2010, Imperial Tobacco a transféré cette tâche à sa filiale Reemtsma, acquise en 2002 et bien implantée en Allemagne.
En Autriche, en Suisse ou en Espagne, elles sont distribuées directement par Altadis, au sein de Imperial Brands.

## Quelques fumeurs célèbres de Gauloises
L'écrivain Jean-Paul Sartre était un fumeur célèbre de Gauloises. George Orwell raconte en fumer dans son ouvrage Dans la dèche à Paris et à Londres. Renaud laisse savoir à travers ses chansons qu'il fume des Gauloises. Alain Bashung était lui aussi un amateur de Gauloises, il avait même refusé d'arrêter de fumer lors de sa chimiothérapie. L'auteur-compositeur français Jacno devait, par allusion à sa forte consommation de Gauloises, son surnom à Marcel Jacno, auteur du logo de leurs paquets. L'écrivain argentin Julio Cortázar fumait également des Gauloises.
L'homme politique Michel Rocard était un gros consommateur de Gauloise. Cette consommation régulière a entrainé sa mort à l'issue un cancer, qui fut précédé d'une hémorragie cérébrale et d'un malaise cardiaque.
Léo Ferré a chanté La Gauloise en 1964, chanson d'amour dans laquelle il s'adresse à la cigarette comme à une amante (il réenregistrera cette chanson en 1972, la rebaptisant La Gitane), mais il fumait quant à lui des Celtique. Yves Simon les célèbre aussi, dans sa chanson Les Gauloises bleues.
L'acteur français Eric Elmosnino fume des Gauloises Blondes Bleu, on peut l'apercevoir en fumer dans le film de Yann Coridian, Ouf ainsi que dans Électroménager de Sylvain Monod.
La marque apparaît dans le film Le Locataire de Roman Polanski et dans le film Indigènes (Gauloises de troupe). Ce sont également les cigarettes de John McClane (Bruce Willis) dans Piège de cristal (Die Hard). Dans le film La Traversée de Paris (1956), Jambier (Louis de Funès) tend un paquet de Gauloises à Grandgil (Jean Gabin) en lui disant « Tenez un p'tit paquet de Gauloises pour le trajet ! ». Susanna, le personnage principal du film Une vie volée, en fume également. 
La marque est aussi parodiée dans le manga Détective Conan où le personnage Gin, un antagoniste récurrent, fume des « Jiloises Caporal ».

## Affaires judiciaires
Le 30 octobre 2007, la Chambre criminelle de la Cour de cassation française a rendu un arrêt condamnant la Société d'exploitation industrielle des tabacs et des allumettes (SEITA), coupable d'avoir signé un contrat de partenariat avec les organisateurs du festival Francofolies (éditions 2000 à 2002) pour que les éléments graphiques de l'événement évoquent la marque de cigarettes Gauloises Blondes.